# Alasjärvi (sjö i S:t Michel, Södra Savolax)
Alasjärvi är en sjö i kommunen S:t Michel i landskapet Södra Savolax i Finland. Sjön ligger 87,5 meter över havet. Arean är 60 hektar och strandlinjen är 6,67 kilometer lång. Sjön  ingår i Vuoksens huvudavrinningsområde.   Den ligger omkring 12 kilometer söder om S:t Michel och omkring 200 kilometer nordöst om Helsingfors. 
I sjön finns ön Karhunpääsaari. 